# Acmopolynema nixoni
Acmopolynema nixoni är en stekelart som beskrevs av Subba Rao 1989. Acmopolynema nixoni ingår i släktet Acmopolynema och familjen dvärgsteklar. Inga underarter finns listade i Catalogue of Life.